# Leibbrand-Gruppe
Die Leibbrand-Gruppe war ein Handelsunternehmen mit Sitz in Bad Homburg. Sie wurde 1961 von Willi Leibbrand gegründet und 1989 komplett in die Rewe Group eingegliedert. Aus ihr stammen noch der Lebensmitteldiscounter Penny und der toom-Baumarkt.

## Geschichte
Die Geschichte der Gruppe geht auf das Jahr 1961 zurück. Hugo Leibbrand besaß in der kleinen Stadt Rosbach vor der Höhe in Hessen eine Großhandlung, die überwiegend kleine Tante-Emma-Läden belieferte. Sein Sohn Willi Leibbrand hatte allerdings andere Pläne, er wollte expandieren. 1965 eröffnete er in Frankfurt am Main seinen ersten Selbstbedienungsladen mit dem Namen HL-Markt, nach den Initialen seines Vaters Hugo Leibbrand. Schon 1970 hatte Willi seine 70. Filiale eröffnet und erwirtschaftete einen Umsatz von über 140 Millionen Mark.
Sein Ziel war es, trotz der noch herrschenden Preisbindung günstiger als die Konkurrenz zu sein. Großer Umsatz und kleiner Nutzen lautete das Motto. Als Anfang der 1970er Jahre die Preisbindung abgeschafft wurde, konnte Willi Leibbrand mit der Strategie, auf große Stückgewinne zu verzichten, die Preise der Konkurrenz unterbieten. Als zur selben Zeit die Discounter auf der „grünen Wiese“ entstanden, gründete Willi Leibbrand den Discounter Penny, den Verbrauchermarkt miniMAL und das SB-Warenhaus toom.

Logo HL-Markt
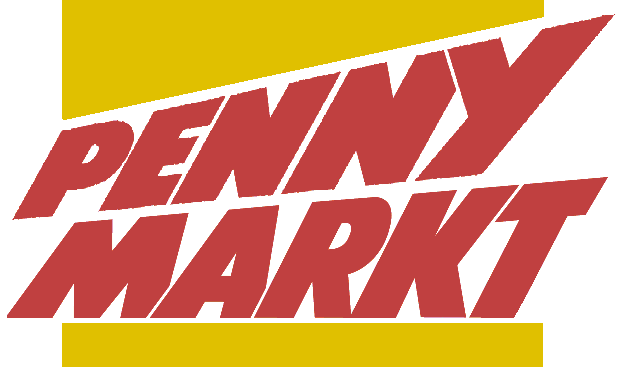
Logo Penny-Markt um 1975
Logo Toom Markt
Logo miniMAL

### Partnerschaft mit REWE
Die stetige Expansion kostet allerdings viel Geld. So begann Leibbrand, nach einem Geschäftspartner zu suchen. 1974 übernahm die Genossenschaft Rewe 50 Prozent seines Unternehmens. 1976 lautete das Motto „Jeden zweiten Tag einen neuen Laden“ zu eröffnen. Kurze Zeit später holte man sich Klaus Wiegandt ins Haus. Mit ihm gelang es binnen weniger Jahre, den Umsatz der Gruppe auf über 10 Milliarden Mark zu steigern.
1977 wurden erste Mitbewerber aufgekauft, unter anderen die Lebensmittelkette Latscha in Frankfurt sowie die Discountfilialen Hartfil in Niedersachsen. Im Jahr 1984 zählte das Unternehmen bereits 2300 Filialen und einen Umsatz von knapp 12 Milliarden Mark. Im Jahr 1988 erfolgte dann der größte Einkauf der oHG, als sie die Deutscher Supermarkt Handels GmbH, Tochter der kanadisch-britischen Weston-Gruppe, mit Sitz in Düsseldorf für rund 400 Millionen Mark erwarb. Zu der Gesellschaft zählten die Ketten Deutscher Supermarkt, DeSuMa, Otto Mess und Hill. Damit stieg die Zahl der Filialen nochmals rasant an. Die neu erworbenen Märkte wurden oft nicht in das Netz der Leibbrand-Gruppe integriert. So gehörten zur Leibbrand-Gruppe Ende 1988 insgesamt acht Supermarktketten.

Logo Deutscher Supermarkt nach der Übernahme
Logo Otto-Mess-Märkte
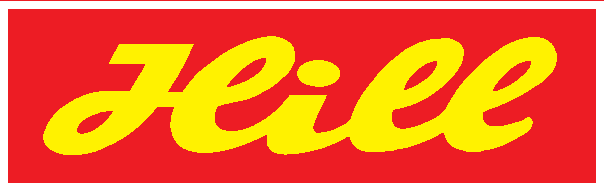
Logo Hill Supermarkt

### Übernahme

Einheitliches REWE-Logo ab 2006

Die Rewe Group hatte in den Jahren zuvor weitere Beteiligungen an Handelsgesellschaften vorgenommen, unter anderem an den Supermarktketten Stüssgen und PETZ. So kam es, dass 1989 die Rewe Handelsgesellschaft Leibbrand oHG komplett von der Rewe Group übernommen und integriert wurden. Es erfolgte anschließend eine Umflaggung der Ketten Deutscher Supermarkt, DeSuMa und Hill in Rewe-Supermärkte, HL-Märkte oder miniMal-Märkte. Damit stieg die Rewe Group 1990 auf Platz 1 im Lebensmittelhandels-Ranking Deutschland auf, mit einem Netz von über 9.000 Filialen und einem Umsatz von 24,6 Milliarden Mark.
2006 gab die Rewe Group eine komplette Umstrukturierung des Konzerns und der Vertriebslinien bekannt. Seitdem flaggen alle Supermärkte einheitlich als Rewe-Märkte, davon unangetastet blieben der Discounter Penny und die toom-Baumärkte.